# Epiphragma (Epiphragma) subenixum
Epiphragma (Epiphragma) subenixum is een tweevleugelige uit de familie steltmuggen (Limoniidae). De soort komt voor in het Neotropisch gebied.